# Radnice v Plané
Radnice v Plané u Mariánských Lázní v okrese Tachov je památkově chráněný objekt na náměstí. Budova pochází ze 17. století, později prošla řadou adaptací, současná podoba včetně malířské výzdoby štítu je výsledkem úprav před první světovou válkou. Radnice je zapsána na seznamu kulturních památek České republiky. Dům na Náměstí Svobody čp. 1 je sídlem Městského úřadu Planá.

## Historie

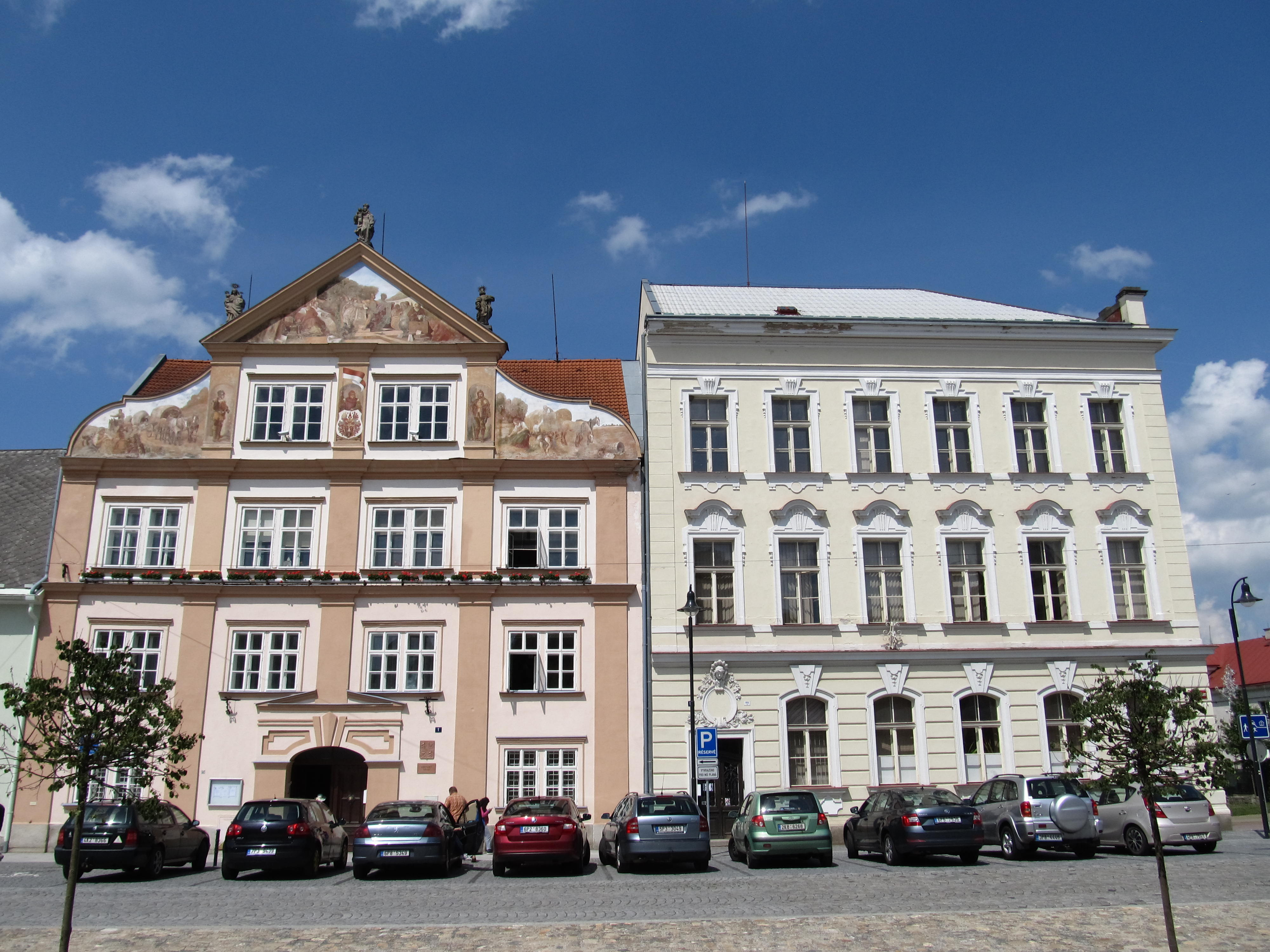
Náměstí Svobody v Plané, vlevo radnice (čp. 1), vpravo základní škola (čp. 59)

Historická budova radnice v Plané se nachází ve východní části Náměstí Svobody a nese popisné číslo 1. Z původní radnice, vyhořelé v roce 1679, se dochovaly gotické sklepy. Současná budova byla postavena v letech 1680-1685, v roce 1840 bylo přistavěno vězení, druhé patro radnice bylo přistavěno v roce 1883. V letech 1899-1949 zde sídlil Okresní soud a v této době byla nad hlavním portálem osazena socha Spravedlnosti. Z bývalé radnice pochází sochy Panny Marie, sv. Anny a sv. Petra, které odkazují na zasvěcení planských kostelů a jsou umístěny na štítě budovy. Malířská výzdoba štítu (alegorie Stáří a mládí, Obchodu a řemesla a Zemědělství) pochází z roku 1914 a jejím autorem je akademický malíř Franz Josef Rausch (1871-1944), který se krátce předtím do Plané přistěhoval a realizoval zde i jiné umělecké projekty. Uprostřed štítu je umístěn městský znak v polepšené podobě z roku 1661. Do podoby interiérů významně zasáhla modernizace v roce 1961, dodnes jsou zachovány původní gotické sklepy a křížové klenby v přízemí budovy.